# Dezső Kosztolányi
Dezső Kosztolányi (29 de março de 1885 — 3 de novembro de 1936) foi um poeta e tradutor austro-húngaro.

## Biografia

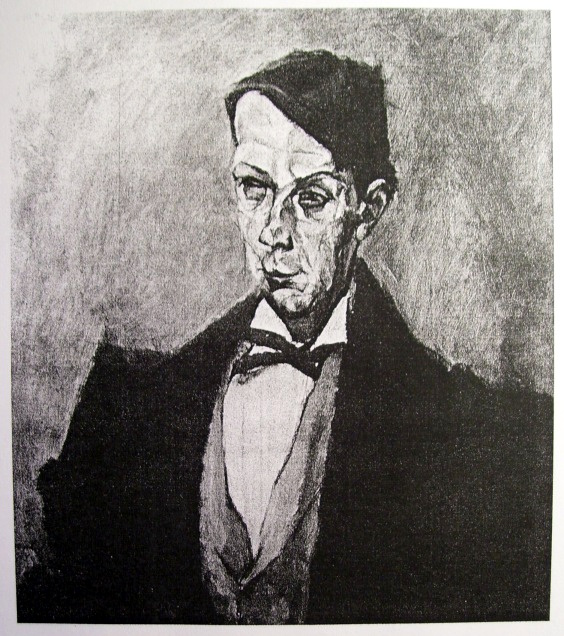
Retrato de Lajos Tihanyi de 1914

Kosztolányi nasceu em Szabadka, Áustria-Hungria (hoje Subotica, Sérvia) em 1885. A cidade serviu de modelo para a cidade fictícia de Sárszeg, na qual ele montou sua novela Skylark e também The Golden Kite. Ele era filho de Árpád Kosztolányi (1859-1926), professor de física e química e diretor de uma escola, e Eulália Brenner (1866-1948), de origem francesa. Ele começou o ensino médio em Szabadka, mas por causa de um conflito com seu professor foi expulso, e por isso se formou como estudante particular em Szeged. Kosztolányi se mudou para Budapeste em 1903, onde estudou na Universidade de Budapeste, onde conheceu os poetas Mihály Babits e Gyula Juhász, e mais tarde para um curto período de tempo em Viena antes de sair e se tornar um jornalista - uma profissão, ele continuou para o resto de sua vida.
Em 1908, Kosztolányi substituiu o poeta Endre Ady, que havia ido para Paris, como repórter de um diário de Budapeste. Em 1910, seu primeiro volume de poemas, The Complaints of a Poor Little Child, trouxe sucesso em todo o país e marcou o início de um período prolífico em que ele publicou um livro quase todos os anos. Ele conheceu a atriz Ilona Harmos no inverno de 1910; eles se casaram em 8 de maio de 1913. Kosztolányi morreu em 1936 de câncer no palato.

## Escritos
A revista literária Nyugat ("Ocidente" em húngaro), que desempenhou um papel inestimável na revitalização da literatura húngara, foi fundada em 1908 e Kosztolányi foi um dos primeiros colaboradores, parte do que costuma ser chamado de "primeira geração Nyugat", publicando principalmente em poesia.
A partir da década de 1920, ele escreveu romances, contos e obras de prosa, incluindo Nero, o Poeta Sangrento (para a edição alemã da qual Thomas Mann escreveu a introdução), Skylark, The Golden Kite, Kornél Esti e Anna Édes. Em 1924, ele publicou um volume de versos remontando aos seus primeiros trabalhos, intitulados The Complaints of the Sad Man.
Kosztolányi também produziu traduções literárias em húngaro, como Romeu e Julieta e The Winter's Tale, de Shakespeare; Alice no País das Maravilhas, de Lewis Carroll; The Bridge of San Luis Rey, de Thornton Wilder; Memórias de Oscar Wilde, de Lord Alfred Douglas e If—, de Rudyard Kipling. Ele foi um dos tradutores da poesia de Rilke, e ele trabalhou uma obra-prima húngara após Cimetiere Marin, de Paul Valéry.